# Giải vô địch bóng đá U-17 châu Á 2004
Giải vô địch bóng đá U-17 châu Á 2004 là phiên bản thứ 11 của Giải vô địch bóng đá U-17 châu Á, diễn ra tại Nhật Bản.
Trung Quốc vô địch giải đấu lần thứ hai sau khi đánh bại CHDCND Triều Tiên 1-0 ở trận chung kết.

## Các đội tham dự
- Nhật Bản (chủ nhà)
- Bangladesh
- Trung Quốc
- Ấn Độ
- Iran
- Iraq
- CHDCND Triều Tiên
- Hàn Quốc
- Kuwait
- Lào
- Malaysia
- Oman
- Qatar
- Thái Lan
- Uzbekistan
- Việt Nam

## Địa điểm thi đấu
Các trận đấu diễn ra tại năm địa điểm. Ba địa điểm tại Shizuoka Prefecture và hai tại Fukushima Prefecture.
| Naraha                        | ShizuokaNarahaKōriyama | Kōriyama                           |
| ----------------------------- | ---------------------- | ---------------------------------- |
| Sân vận động J-Village        | ShizuokaNarahaKōriyama | Sân bóng đá Koriyama               |
| Sức chứa: 5,000               | ShizuokaNarahaKōriyama | Sức chứa: 3,722                    |
|                               | ShizuokaNarahaKōriyama |                                    |
| Shizuoka                      |                        |                                    |
| Sân vận động tổng hợp Fujieda | Trường đua Kusanagi    | Sân vận động thuê ngoài Nihondaira |
| Sức chứa: 13,000              | Sức chứa: 28,000       | Sức chứa: 18,500                   |
|                               |                        |                                    |

## Vòng bảng

### Bảng A
| VT | Đội               | ST | T | H | B | BT | BB | HS | Đ | Giành quyền tham dự |
| -- | ----------------- | -- | - | - | - | -- | -- | -- | - | ------------------- |
| 1  | Trung Quốc        | 3  | 2 | 0 | 1 | 5  | 5  | 0  | 6 | Vòng loại trực tiếp |
| 2  | CHDCND Triều Tiên | 3  | 1 | 1 | 1 | 5  | 3  | +2 | 4 | Vòng loại trực tiếp |
| 3  | Nhật Bản (H)      | 3  | 1 | 1 | 1 | 4  | 3  | +1 | 4 |                     |
| 4  | Thái Lan          | 3  | 1 | 0 | 2 | 4  | 7  | −3 | 3 |                     |

| Trung Quốc                     | 2–1      | Thái Lan      |
| ------------------------------ | -------- | ------------- |
| - Wang Xinbo 22' - Yang Xu 87' | Chi tiết | - Sakarin 83' |

| Nhật Bản | 0–0      | CHDCND Triều Tiên |
| -------- | -------- | ----------------- |
|          | Chi tiết |                   |

| CHDCND Triều Tiên  | 1–2      | Trung Quốc                      |
| ------------------ | -------- | ------------------------------- |
| - Pak Chol-min 42' | Chi tiết | - Yang Jian 32' - Gu Jinjin 61' |

| Thái Lan                               | 2–1      | Nhật Bản     |
| -------------------------------------- | -------- | ------------ |
| - Sakarin 45+1' (ph.đ.) - Chokchai 57' | Chi tiết | - Dogaki 27' |

| Trung Quốc    | 1–3      | Nhật Bản                                            |
| ------------- | -------- | --------------------------------------------------- |
| - Yang Xu 12' | Chi tiết | - Aoyama 28' - Kurata 47' - Cun Nanari 90+1' (l.n.) |

| Thái Lan      | 1–4      | CHDCND Triều Tiên                                                            |
| ------------- | -------- | ---------------------------------------------------------------------------- |
| - Sakarin 74' | Chi tiết | - Myong In-ho 53' - Jon Kwang-ik 65' - Choe Myong-ho 68' - Ri Chol-myong 75' |

### Bảng B
| VT | Đội      | ST | T | H | B | BT | BB | HS  | Đ | Giành quyền tham dự |
| -- | -------- | -- | - | - | - | -- | -- | --- | - | ------------------- |
| 1  | Hàn Quốc | 3  | 3 | 0 | 0 | 12 | 0  | +12 | 9 | Vòng loại trực tiếp |
| 2  | Oman     | 3  | 2 | 0 | 1 | 4  | 4  | 0   | 6 | Vòng loại trực tiếp |
| 3  | Lào      | 3  | 1 | 0 | 2 | 2  | 11 | −9  | 3 |                     |
| 4  | Việt Nam | 3  | 0 | 0 | 3 | 2  | 5  | −3  | 0 |                     |

| Hàn Quốc                                      | 3–0      | Oman |
| --------------------------------------------- | -------- | ---- |
| - Choi Kyung-bok 3' - Lee Chung-yong 48', 77' | Chi tiết |      |

| Việt Nam   | 1–2      | Lào              |
| ---------- | -------- | ---------------- |
| - Hiệp 46' | Chi tiết | - Singto 4', 13' |

| Oman                                                   | 2–1      | Việt Nam           |
| ------------------------------------------------------ | -------- | ------------------ |
| - F. Al-Balushi 78' (ph.đ.) - Al-Yaqoubi 90+2' (ph.đ.) | Chi tiết | - Tình 47' (ph.đ.) |

| Lào | 0–8      | Hàn Quốc |
| --- | -------- | --- |
|     | Chi tiết | - Lee Chung-yong 31' - Koh Myong-jin 57', 65' - Lim Se-hean 62' - Park Jung-hoon 75', 78' - Lim Sung-Teak 85', 88' |

| Hàn Quốc            | 1–0      | Việt Nam |
| ------------------- | -------- | -------- |
| - Koh Myong-jin 71' | Chi tiết |          |

| Oman                              | 2–0      | Lào |
| --------------------------------- | -------- | --- |
| - Abdulwahed 49' - Al-Yaqoubi 87' | Chi tiết |     |

### Bảng C
| VT | Đội      | ST | T | H | B | BT | BB | HS | Đ | Giành quyền tham dự |
| -- | -------- | -- | - | - | - | -- | -- | -- | - | ------------------- |
| 1  | Iran     | 3  | 3 | 0 | 0 | 9  | 1  | +8 | 9 | Vòng loại trực tiếp |
| 2  | Kuwait   | 3  | 1 | 1 | 1 | 3  | 4  | −1 | 4 | Vòng loại trực tiếp |
| 3  | Ấn Độ    | 3  | 1 | 0 | 2 | 3  | 4  | −1 | 3 |                     |
| 4  | Malaysia | 3  | 0 | 1 | 2 | 1  | 7  | −6 | 1 |                     |

| Ấn Độ | 0–1      | Iran        |
| ----- | -------- | ----------- |
|       | Chi tiết | - Amiri 76' |

| Malaysia | 0–0      | Kuwait |
| -------- | -------- | ------ |
|          | Chi tiết |        |

| Iran                                              | 5–0      | Malaysia |
| ------------------------------------------------- | -------- | -------- |
| - Fatahi 5' - Yampi 11', 87', 88' - Assakereh 67' | Chi tiết |          |

| Kuwait                         | 2–1      | Ấn Độ      |
| ------------------------------ | -------- | ---------- |
| - Al Jaser 58' - Al-Fadhel 88' | Chi tiết | - Hmar 66' |

| Ấn Độ                       | 2–1      | Malaysia    |
| --------------------------- | -------- | ----------- |
| - Pohshna 25' - Pradhan 52' | Chi tiết | - Nizam 41' |

| Iran                                      | 3–1      | Kuwait        |
| ----------------------------------------- | -------- | ------------- |
| - Faradonbeh 14' - Yampi 19' - Fatahi 75' | Chi tiết | - Al Buti 24' |

### Bảng D
| VT | Đội        | ST | T | H | B | BT | BB | HS | Đ | Giành quyền tham dự |
| -- | ---------- | -- | - | - | - | -- | -- | -- | - | ------------------- |
| 1  | Qatar      | 3  | 2 | 1 | 0 | 9  | 3  | +6 | 7 | Vòng loại trực tiếp |
| 2  | Iraq       | 3  | 2 | 0 | 1 | 7  | 3  | +4 | 6 | Vòng loại trực tiếp |
| 3  | Uzbekistan | 3  | 0 | 2 | 1 | 4  | 7  | −3 | 2 |                     |
| 4  | Bangladesh | 3  | 0 | 1 | 2 | 3  | 10 | −7 | 1 |                     |

| Uzbekistan    | 1–1      | Bangladesh       |
| ------------- | -------- | ---------------- |
| - Berdiev 11' | Chi tiết | - Z. Hossain 50' |

| Qatar            | 1–0      | Iraq |
| ---------------- | -------- | ---- |
| - Al Yazeedi 19' | Chi tiết |      |

| Bangladesh | 1–6      | Qatar                                                           |
| ---------- | -------- | --------------------------------------------------------------- |
| - Mia 9'   | Chi tiết | - Afif 56', 75' - Al-Qutaiti 59' - Ibrahim 71' - Ahmed 81', 90' |

| Iraq                                              | 4–1      | Uzbekistan   |
| ------------------------------------------------- | -------- | ------------ |
| - Mahsan 7' - Jabbar 67' - Hamed 77' - Muhsin 90' | Chi tiết | - Turaev 16' |

| Uzbekistan                   | 2–2      | Qatar                    |
| ---------------------------- | -------- | ------------------------ |
| - Turaev 68' - Berdiev 90+3' | Chi tiết | - Ahmed 21' - Fareed 55' |

| Bangladesh      | 1–3      | Iraq                                   |
| --------------- | -------- | -------------------------------------- |
| - Chowdhury 46' | Chi tiết | - Mahmood 19' - Muhsin 65' - Hamed 84' |

## Vòng loại trực tiếp

### Sơ đồ
|  | Tứ kết            | Tứ kết            |                          |       | Bán kết       | Bán kết       |  |  | Chung kết | Chung kết |
|  |                   |                   |                          |       |               |               |  |  |           |           |
|  | 12 tháng 9        |                   |                          |       |               |               |  |  |           |           |
|  |                   |                   |                          |       |               |               |  |  |           |           |
|  | Trung Quốc        | 1                 |                          |       |               |               |  |  |           |           |
|  | Trung Quốc        | 1                 | 15 tháng 9               |       |               |               |  |  |           |           |
|  | Oman              | 0                 |                          |       |               |               |  |  |           |           |
|  | Oman              | 0                 | Trung Quốc               | 3     |               |               |  |  |           |           |
|  | 12 tháng 9        |                   | Trung Quốc               | 3     |               |               |  |  |           |           |
|  |                   | Iran              | 0                        |       |               |               |  |  |           |           |
|  | Iran              | Iran              | 0                        | 3     |               |               |  |  |           |           |
|  | Iran              |                   | 18 tháng 9               | 3     |               |               |  |  |           |           |
|  | Iraq              | 0                 |                          |       |               |               |  |  |           |           |
|  | Iraq              | 0                 | Trung Quốc               | 1     |               |               |  |  |           |           |
|  | 12 tháng 9        |                   | Trung Quốc               | 1     |               |               |  |  |           |           |
|  |                   | CHDCND Triều Tiên | 0                        |       |               |               |  |  |           |           |
|  | Hàn Quốc          | CHDCND Triều Tiên | 0                        | 0     |               |               |  |  |           |           |
|  | Hàn Quốc          | 15 tháng 9        |                          | 0     |               |               |  |  |           |           |
|  | CHDCND Triều Tiên | 1                 |                          |       |               |               |  |  |           |           |
|  | CHDCND Triều Tiên | 1                 | CHDCND Triều Tiên (pen.) | 0 (7) |               |               |  |  |           |           |
|  | 12 tháng 9        |                   | CHDCND Triều Tiên (pen.) | 0 (7) |               |               |  |  |           |           |
|  |                   | Qatar             | 0 (6)                    |       | Tranh hạng ba | Tranh hạng ba |  |  |           |           |
|  | Qatar             | Qatar             | 0 (6)                    | 4     | Tranh hạng ba | Tranh hạng ba |  |  |           |           |
|  | Qatar             |                   | 18 tháng 9               | 4     |               |               |  |  |           |           |
|  | Kuwait            | 3                 |                          |       |               |               |  |  |           |           |
|  | Kuwait            | 3                 | Iran                     | 1     |               |               |  |  |           |           |
|  |                   |                   |                          |       |               |               |  |  |           |           |
|  | Qatar             | 2                 |                          |       |               |               |  |  |           |           |
|  | Qatar             | 2                 |                          |       |               |               |  |  |           |           |

### Tứ kết
| Trung Quốc | 1 - 0 | Oman |
| ---------- | ----- | ---- |
| Zhu Yifan  |       |      |

| Iran | 3 - 0 | Iraq |
| ---- | ----- | ---- |
|      |       |      |

| Hàn Quốc | 0 - 1 | CHDCND Triều Tiên |
| -------- | ----- | ----------------- |
|          |       |                   |

| Qatar | 4 - 3 | Kuwait |
| ----- | ----- | ------ |
|       |       |        |

### Bán kết
| Trung Quốc        | 3 - 0 | Iran |
| ----------------- | ----- | ---- |
| Yang Xu Huang Jie |       |      |

| CHDCND Triều Tiên | 0 - 0 (pen. 7-6) | Qatar |
| ----------------- | ---------------- | ----- |
|                   |                  |       |

### Tranh hạng ba
| Iran | 1 - 2 | Qatar |
| ---- | ----- | ----- |
|      |       |       |

### Chung kết
| Trung Quốc   | 1 - 0 | CHDCND Triều Tiên |
| ------------ | ----- | ----------------- |
| Wang Weilong |       |                   |

## Vô địch
| Giải vô địch bóng đá U-17 châu Á 2004 |
| ------------------------------------- |
| · Trung Quốc · Lần thứ hai            |

## Tham dựGiải vô địch bóng đá U-17 thế giới 2005
- Trung Quốc
- CHDCND Triều Tiên
- Qatar